# Mark Bridge
Mark Bridge (* 7. November 1985 in Sydney) ist ein australischer Fußballspieler. Der Stürmer steht seit 2012 beim A-League-Klub Western Sydney Wanderers unter Vertrag.

## Vereinskarriere
Bridge begann seine Aktivenkarriere 2003 in der National Soccer League bei Parramatta Power. Mit der Einstellung der Liga am Saisonende, stellte auch sein Klub den Spielbetrieb ein und Bridge schloss sich den Parramatta Eagles, die in der New South Wales Premier League spielten, an. Mit der Gründung der Profiliga A-League im Jahr 2005 erhielt Bridge ein Angebot von den Newcastle United Jets und nahm dieses auch an. Nach Startschwierigkeiten in seiner ersten Saison, gelangen ihm in seiner zweiten Spielzeit bei den Jets acht Treffer und wurde von seinen Mitspielern zum „Player of the Year“ gewählt.
2007/08 erreichte Bridge mit seinem Klub das Finale um die A-League-Meisterschaft. Bridge gelang im Finale gegen den Meister der regulären Saison, die Central Coast Mariners, der einzige Treffer der Partie und sorgte somit für den ersten Meistertitel der Jets.
Seinen zum Saisonende auslaufenden Vertrag verlängerte Bridge nicht und schloss sich wie sein Teamkollege Stuart Musialik dem Sydney FC an.
Zur Saison 2012/13 wechselte er zum neu gegründeten Verein Western Sydney Wanderers.
Im Oktober 2012 erzielte er bei einem 1:0-Sieg gegen Brisbane Roar den ersten Pflichtspieltreffer in der Geschichte der Western Sydney Wanderers.

## Nationalmannschaft
Mark Bridge verpasste wegen einer Knöchelverletzung die Junioren-WM 2005, bei der Australien ohne ihren Torjäger nur zwei Tore in drei Spielen gelangen. Mit der Olympiaauswahl Australiens, den so genannten Olyroos, qualifizierte sich Bridge für das olympische Fußballturnier 2008 in China, für das er von Trainer Graham Arnold im Juli 2008 nominiert wurde.
In der australischen A-Nationalmannschaft gab Bridge sein Debüt in einem Freundschaftsspiel gegen Singapur im März 2008.

## Erfolge
- Australischer Meister: 2007/08, 2009/10